# Izaura
Az Izaura női név eredete bizonytalan, valószínűleg egy ókori görög város- és népnévből való, aminek a jelentése nem ismert.

Magyarországon legnagyobb népszerűségének 1986-ban örvendett, amikor az MTV a Rabszolgasors c. brazil sorozatot vetítette, ennek főszereplőjét is Isaurának hívták. Ez volt az első brazil szappanopera a Magyar Televízióban.

## Rokon nevek
- Izóra:[1] az Izaura magyar ejtésváltozata.[1]

## Gyakorisága
Az 1990-es években az Izaura szórványos, az Izóra igen ritka név, a 2000-es években nem szerepelnek a 100 leggyakoribb női név között.

## Névnapok
Izaura, Izóra
- május 1.
- május 15.

## Egyéb Izaurák, Izórák
- Madách Imre Az ember tragédiája című művének egyik színében Éva neve Izóra illetve Izaura.